# Карл Одебретт
Карл Одебретт (нім. Karl Odebrett; 31 липня 1890, Шнайдемюль, Німецька імперія — 13 лютого 1930, Каракас, Венесуела) — німецький льотчик-ас, лейтенант Прусської армії.

## Біографія
Льотчиком став ще до Першої світової війни, отримав свій сертифікат (№659) 9 лютого 1914 року, а у військову авіацію записався добровольцем 4 серпня 1914 року. Пройшов перепідготовку в 5-му запасному льотному дивізіоні у Позені, потім служив у 1915/16 роках у 47-му льотному дивізіоні на Східному фронті, там же був поранений 24 травня 1916 року. З 25 липня 1916 року літав на Fokker у складі 215-го льотного дивізіону, як і раніше на Сході.
11 листопада 1916 року переведений на Західний фронт у 16-ту винищувальну ескадрилью, і він залишався у складі цієї ескадрильї до 7 вересня 1917 року, коли отримав легке поранення у стегно від зенітного вогню. Під час лікування перебував у 2-му запасному льотному дивізіоні до 6 грудня 1917 року, після чого Одебретт прийняв командування над 42-ю винищувальною ескадрильєю. За винятком відпустки у липні 1918 року, Одебретт залишався єдиним і незмінним командиром цієї ескадрильї.
До дня перемир'я німецький ас здобув 21 перемогу, проте останні 5 не підтверджені.
Карл Одебретт помер від печнкової недостатності.

## Нагороди
- Залізний хрест 2-го і 1-го класу
- Нагрудний знак військового пілота (Пруссія)
- Орден «За військові заслуги» (Баварія) 4-го класу з мечами
- Бронзова медаль «За хоробрість» (Австро-Угорщина)
- Королівський орден дому Гогенцоллернів, лицарський хрест з мечами (28 квітня 1918)

В жовтні 1918 року був представлений до нагородження орденом Pour le Mérite, проте не отримав нагороду.